# Phạm Kiêu Tuấn
Phạm Kiêu Tuấn (tiếng Trung: 范骁骏; sinh năm 1956) là Thượng tướng Không quân Quân Giải phóng Nhân dân Trung Quốc (PLAAF). Ông là Ủy viên Ủy ban Trung ương Đảng Cộng sản Trung Quốc khóa XIX, nguyên Chính ủy Chiến khu Bắc bộ Quân Giải phóng Nhân dân Trung Quốc.

## Tiểu sử
Phạm Kiêu Tuấn sinh năm 1956, người Đan Dương, tỉnh Giang Tô. Ông phục vụ lâu năm trong hệ thống công tác tư tưởng chính trị Không quân Trung Quốc.
Tháng 1 năm 2005, Phạm Kiêu Tuấn được bổ nhiệm làm Phó Chủ nhiệm Cục Chính trị Không quân trực thuộc Quân khu Bắc Kinh. Năm 2006, ông được phong quân hàm Thiếu tướng. Tháng 3 năm 2008, ông được bổ nhiệm giữ chức Chủ nhiệm Cục Chính trị Không quân trực thuộc Quân khu Quảng Châu.
Tháng 1 năm 2009, ông được bổ nhiệm làm Chính ủy Quân đoàn 15 Lực lượng Hàng không, Không quân Quân Giải phóng Nhân dân Trung Quốc. Tháng 7 năm 2014, Phạm Kiêu Tuấn được bổ nhiệm giữ chức vụ Phó Chính ủy Quân khu Tế Nam kiêm Chính ủy Không quân trực thuộc Quân khu Tế Nam. Tháng 7 năm 2015, ông được bổ nhiệm làm Chủ nhiệm Cục Chính trị Không quân Quân Giải phóng Nhân dân Trung Quốc đồng thời thăng quân hàm Trung tướng Không quân.
Tháng 3 năm 2016, sau khi Trung Quốc giải tán 4 đại tổng cục, thành lập 15 cơ quan chức năng của Quân ủy Trung ương; Phạm Kiêu Tuấn được tái bổ nhiệm làm Chủ nhiệm Bộ Công tác Chính trị Không quân Quân Giải phóng Nhân dân Trung Quốc (PLAAF).
Tháng 1 năm 2017, Phạm Kiêu Tuấn được bổ nhiệm giữ chức vụ Chính ủy Chiến khu Bắc bộ Quân Giải phóng Nhân dân Trung Quốc. Ngày 24 tháng 10 năm 2017, tại Đại hội Đảng Cộng sản Trung Quốc lần thứ XIX, ông được bầu làm Ủy viên Ban Chấp hành Trung ương Đảng Cộng sản Trung Quốc khóa XIX.
Ngày 31 tháng 7 năm 2019,ông được thăng quân hàm Thượng tướng.